# Ophiactis seminuda
Ophiactis seminuda är en ormstjärneart som beskrevs av Ole Theodor Jensen Mortensen 1936. Ophiactis seminuda ingår i släktet Ophiactis och familjen bandormstjärnor. Inga underarter finns listade i Catalogue of Life.